# هاناوا هاکی‌ایجی
هاناوا هاکی‌ایجی (به ژاپنی: 塙 保己一 Hanawa Hokiichi); ۲۳ ژوئن ۱۷۴۶ – ۷ اکتبر ۱۸۲۱) زبان‌شناس، فیلسوف، و تاریخ‌نگار اهل ژاپن بود.